# Espadarana prosoblepon
Espadarana prosoblepon es una especie de anfibio anuro de la familia Centrolenidae. Se distribuye por la vertiente pacífica de los Andes en Colombia y Ecuador, el este de Honduras, norte y centro de Nicaragua, Costa Rica y Panamá. Su rango altitudinal va desde el nivel del mar hasta los 1900 m de altitud.
Los machos miden entre 21 y 28 mm y las hembras entre 25 y 31 mm. Tiene un patrón de coloración muy variable, desde un dorso verde uniforme a presentar abundantes puntos negros y amarillos. Los machos presentan una espina humeral prominente.
Aunque no se considera amenazada de extinción, la pérdida de su hábitat natural es el principal problema para su conservación.